# Безсмертний гарнізон
«Безсмертний гарнізон» — радянський художній фільм про оборону Берестейської фортеці, знятий в 1956 році режисерами Захаром Аграненком і Едуардом Тіссе за сценарієм Костянтина Симонова.

## Сюжет
Фільм присвячений захисту радянськими солдатами Берестейської фортеці під час облоги 22 червня—20 липня 1941 року, у перші дні Великої Вітчизняної війни. Оскільки до моменту створення фільму були встановлені не всі імена учасників оборони Берестейської фортеці (книга-дослідження С. Смирнова «Берестейська фортеця» була опублікована лише в 1957 році), герої фільму вказані під вигаданими іменами, але деталі їх вчинків перегукуються з реальними подіями.

## У ролях
- Лариса Наришкіна — Варя Кондратьєва
- Анатолій Чемодуров — Руденко
- Володимир Ємельянов — Петро Хомич Кондратьєв (прототип Ю. М. Фомін)
- Микола Крючков — Кухарьков
- Василь Макаров — Іван Степанович Батурин (прототип П. М. Гаврилов)
- Володимир Монахов — Гриша Мірзоян, комсорг
- Геннадій Сайфулін — Коля Батурин
- Валентина Сєрова — Марина Миколаївна Батурина, дружина майора
- Лідія Сухаревська — Олександра Петрівна Кондратьєва
- Євген Тетерін — полонений німець
- Фелікс Яворський — Гоголєв
- Леонід Чубаров — прикордонник
- Аркадій Вовсі — візник

## Знімальна група
- Режисери-постановники: Захар Аграненко, Едуард Тіссе
- Сценарист: Костянтин Симонов
- Композитор: Веніамін Баснер
- Художник-постановник: Абрам Фрейдін
- Оператор: Григорій Айзенберг